# ياسوكو ماتسودا
ياسوكو ماتسودا (باليابانية: 松田靖子) هي منافسة ألعاب القوى يابانية، ولدت في 24 أبريل 1937.

## وصلات خارجية
- ياسوكو ماتسودا على موقع أوليمبيديا (الإنجليزية)